# Coenotephria sustenta
Coenotephria sustenta är en fjärilsart som beskrevs av Louis Beethoven Prout 1938. Coenotephria sustenta ingår i släktet Coenotephria och familjen mätare. Inga underarter finns listade i Catalogue of Life.